# Lusse
Lusse település Franciaországban, Vosges megyében. Lakosainak száma 361 fő (2022. január 1.). Lusse Sainte-Croix-aux-Mines, Le Beulay, Combrimont, Frapelle, Lesseux, Lubine, Provenchères-et-Colroy és Wisembach községekkel határos.

## Népesség
A település népességének változása:
| Lakosok száma | 441  | 433  | 439  | 434  | 415  | 395  | 376  | 369  | 361  |
|               | 2013 | 2015 | 2016 | 2017 | 2018 | 2019 | 2020 | 2021 | 2022 |